# Forces françaises de l’intérieur

Flagge der FFI

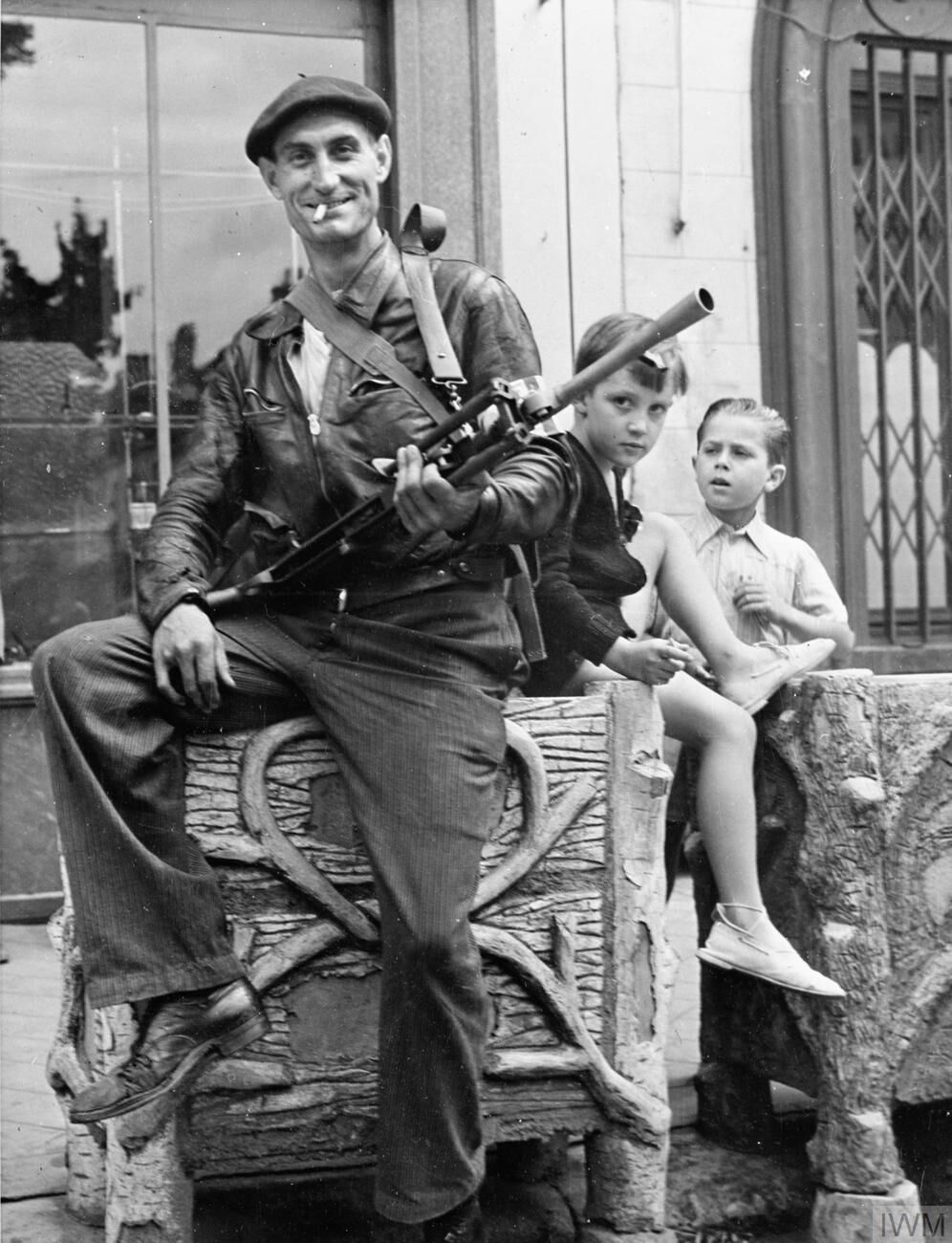
Ein Kämpfer der FFI (1944)

Die Forces françaises de l’intérieur (FFI; deutsch: Französische Streitkräfte im Inneren) waren ab 1944 der institutionelle Rahmen für die französischen Widerstandsgruppen im Zweiten Weltkrieg (die Résistance).

## Geschichte
Nach beharrlichen Vorarbeiten von Jacques Bingen, der nach Jean Moulins Verhaftung durch die Gestapo im Juni 1943 für ihn eingesprungen war, konnten am 1. Februar 1944 unter dem Dach der dazu gegründeten FFI alle bis dahin teilweise rivalisierenden Résistancegruppierungen im besetzten Frankreich vereint werden:
- die gaullistische Armée secrète,
- die kommunistischen Francs-tireurs et partisans und
- die giraudistische Organisation de résistance de l’armée.

Die FFI wurde ab März 1944 von General Marie-Pierre Kœnig befehligt und spielte eine nicht unwesentliche Rolle in der Vorbereitung der alliierten Invasion (Operation Overlord) von Juni 1944 und bei der Befreiung Frankreichs.
Oberst Henri Rol-Tanguy befehligte die örtlichen Kräfte der FFI während der Befreiung von Paris 1944.
In den FFI spielte auch der gaullistische General Jacques Chaban-Delmas eine wichtige Rolle.
Das Deutsche Reich hatte nach dem Waffenstillstand 1940 mit Frankreich angekündigt, weiterkämpfende Franzosen als Freischärler zu behandeln und erschießen zu lassen. Den FFL war es im November 1943 jedoch gelungen, vom Deutschen Reich als Verhandlungspartner anerkannt zu werden, das Rote Kreuz, IKRK, übernahm weitgehend die Schutzmachtfunktion gegenüber Deutschland. Die FFL hielten nach der Kapitulation der deutschen Verbände in Nordafrika an die 20.000 deutsche Soldaten gefangen und hatten damit ein Druckmittel, um diese Anerkennung zu erreichen. Am 9. Juni 1944 erklärten sie auch die FFI zu Kombattanten unter westalliiertem Oberbefehl. Die deutsche Seite erkannte diesen Status jedoch nicht an.
Als bekannt wurde, dass französische Gefangene in Lyon ermordet worden waren, erschossen die FFI am 28. August und am 2. September 1944 als Repressalie 80 Deutsche, überwiegend Angehörige der Sicherheitspolizei und des SD, sowie des SS-Polizei-Regiments 19, die zuvor an der brutalen Verfolgung französischer Widerstandskämpfer beteiligt waren.
Gefangene Soldaten der Wehrmacht wurden in der Regel fair behandelt und vor der aufgebrachten Zivilbevölkerung beschützt – nicht zuletzt, da unnötige Grausamkeiten den Widerstandswillen von an sich zur Aufgabe bereiten Wehrmachtssoldaten erhöht hätte. Indes vergewaltigten einige Mitglieder der FFI jedoch die kollaborationistische Schauspielerin Mireille Balin.
Die Führung der FFL in Algier stellte sich hinter diese Erschießungen. Im September 1944 musste die Reichsregierung schließlich nachgeben. Sie sicherte den FFI den Kombattantenstatus zu. Am 1. November 1944 fand der erste Kriegsgefangenenaustausch statt. Anfang 1945 erkannte sie gegenüber dem IKRK die FFL sogar als kriegführende Partei an.